# لئون گورتسکا
لئون گورِتْسْکا (آلمانی: Leon Goretzka؛ زادهٔ ۶ فوریهٔ ۱۹۹۵) بازیکن فوتبال اهل آلمان است که برای بایرن مونیخ در پست هافبک در بوندس لیگا بازی می‌کند.
وی همچنین در تیم ملی فوتبال آلمان بازی کرده‌است. او در سال ۲۰۱۷ توانست همراه با هم تیمی‌هایش قهرمان جام کنفدراسیون‌ها شود و با به ثمر رساندن ۳ گل در جایگاه نخست قرار گرفت و توانست به همراه تیمو ورنر و لارس اشتیندل عنوان اقای گل را کسب و کفش نقره را دریافت کند. گورتسکا در همین رقابت‌ها بسیار خوش درخشید و باعث شد مورد توجه باشگاه‌های دیگر قرار بگیرد، در هر صورت او پس از گذشت چند روز از تولد ۲۳ سالگی خود، اعلام کرد که فصل دیگر در تیم بایرن مونیخ توپ خواهد زد و تا سال ۲۰۲۱ قرارداد امضا کرده‌است، بایرن مونیخ جزو ۳ تیمی بود که به صورت جدی مشتری این بازیکن المانی بوده‌اند. 

## باشگاهی
گورتزکا هنگامی که ۴ ساله بود فوتبال خود را از باشگاه ام اس وی بوخوم شروع کرد و تا ۶ سالگی در این باشگاه بود. پس از آن در سال ۲۰۰۲ به وی اف ال بوخوم به صورت آزاد پیوست. در ۱۵ سالگی به تیم زیر ۱۷ ساله‌های بوخوم منتقل شد پست گورتزکا در این تیم وینگر چپ بود. او پس از درخشش در تیم اصلی بوخوم مسئولان تیم شالکه با قرارداد ۵ میلیون یورویی او را تا سال ۲۰۱۸ به خدمت گرفتند. پست اصلی لئون هافبک میانی است اما می‌تواند در چپ و راست هم بازی کند. لئون در ۲۰۱۲ موفق شد که مدال طلای فریتز والتر در رده سنی زیر ۱۷ سال بدست آورد. در فوریه سال ۲۰۱۸ در حالی که مدیران باشگاه شالکه برای تمدید قرارداد گورتزکا پیشنهاد حقوق ۱۳ تا ۱۰ میلیون یورویی را به او کرده بودند بایرن مونیخ، بارسلونا، یونتوس و آرسنال از مشتریان جدی او بودند و لئون بایرن مونیخ را انتخاب کرد که باعث خشمگینی هواداران شالکه شد به‌طوری‌که او را سگ خائن خواندند و با بنرهایی توهین‌آمیز به استقبال او رفتند. وی در ژوئیه ۲۰۱۸ به صورت آزاد به بایرن مونیخ منتقل شد و شماره ۸ این تیم را می‌پوشد. وی در سال ۲۰۲۱ قرارداد خود را با باشگاه بایرن مونیخ تا ۲۰۲۶ تمدید کرد.

## افتخارات
بایرن مونیخ
- بوندسلیگا(۳): ۲۰۱۹–۲۰۱۸، ۲۰۲۰–۲۰۱۹، ۲۰۲۱–۲۰۲۰
- جام حذفی فوتبال آلمان(۲): ۲۰۱۹–۲۰۱۸، ۲۰۲۰–۲۰۱۹
- سوپر جام فوتبال آلمان(۲): ۲۰۱۸، ۲۰۲۰
- لیگ قهرمانان اروپا(۱): ۲۰۲۰–۲۰۱۹
- سوپر جام اروپا(۱): ۲۰۲۰
- جام باشگاه‌های جهان(۱): ۲۰۲۰

آلمان
- جام کنفدراسیون‌ها(۱): ۲۰۱۷

افتخارات شخصی
- کفش نقره‌ای جام کنفدراسیون‌ها: ۲۰۱۷
- توپ برنزی جام کنفدراسیون‌ها: ۲۰۱۷
- تیم منتخب لیگ قهرمانان اروپا: ۲۰۲۰–۲۰۱۹

## تیم ملی
در سال ۲۰۱۰ گورتسکا به تیم ملی المان زیر ۱۶ سال دعوت شد و در ۵ بازی ۲ گل به ثمر رساند. او در تیم زیر ۱۷ سال المان در ۱۷ بازی ۵ گل زد و در زیر ۲۱ سال در ۱۰ بازی فقط یک گل به ثمر رساند در این بازی‌ها او کاپیتان تیم بود. لئون به تیم ملی المان در المپیک ریو ۲۰۱۶ دعوت شد و به عنوان کاپیتان نیز انتخاب شد اما در همان بازی اول مقابل مکزیک مصدوم شد و به جای آن مکس مایر کاپیتان تیم شد. گورتسکا از سال ۲۰۱۴ برای تیم ملی فوتبال المان بازی می‌کند. او در ۵ بازی موفق به زدن ۳ گل شده‌است؛ هرسه گل را در جام کنفدراسیون‌ها ۲۰۱۷ به ثمر رسانده‌است. وی را میشائل بالاک جدید در خط هافبکی آلمان می‌دانند.